# Варош
Вижте пояснителната страница за други значения на Варош.
Варош (от унгарски: város, ва̀рош – град, външен град; на сръбски: ва̀рош – градче, квартал; на турски: varoş, варо́ш – квартал, предградие) е архаизъм, ползван в Югоизточна Европа за вид селище (градче, предградие, квартал).
Предполага се според проф. Иван Танев Иванов, че „варош“ е прабългарска дума от староирански произход (vāra, war – ограда, на арменски var – ограждам). Той допълва, че думата е заимствана в унгарския език като vár – град, крепост (Абаев В. И. „Скифо-европейские изоглоссы“. М., 1965). На унгарски думата „варош“ означава също и „външен град“ (предградие) – населена зона край замък или градска крепостна стена.
В края на ХVІ век в южнославянска среда думата „варош“ (в мъжки род, по-късно и в женски род) е еквивалент на латинското Suburbium и немското Vorstadt, което може да се преведе като предградие с градски характер. Унгаризмът „варош“ първоначално в сърбо-хърватската езикова среда означава „търговище“ (пазарен град), постепенно изместено към „малко градско селище с пазар“. Терминът днес е считан за архаизъм, а рядката му употреба е неофициална, със значение на населено място от преходен тип между град и село („ни село, ни град“). Думата в Западните Балкани се среща в собствени имена на топоними – селища (градове, села, квартали) и скално образувание. Производна от термина е сръбската дума варошица – умалителна за „град“.
Думата „варош“ в България като термин също е остаряла. Има значение отначало на „външен град“ – като Видинския варош край стените на бившата Видинска градска крепост (днес най-стария квартал Калето), по-късно означава също градски квартал. Днес думата се среща в членуваната форма с непълен член Вароша в топоними за старинни градски квартали в страната.